# Yuri Manin
Yuri Ivanovitch Manin (en ruso: Юрий Иванович Манин) (Simferopol Unión Soviética, 1937-7 de enero de 2023) fue un matemático ruso-alemán, conocido por trabajar en la geometría algebraica y la geometría diofántica, y en muchas obras que van desde la lógica matemática a la física teórica.

## Biografía
Manin obtuvo su doctorado en 1960 en el Instituto de Matemáticas Steklov como un estudiante de Igor Shafarevich. En la actualidad, es profesor y Director del Max-Planck-Institut für Mathematik en Bonn, y profesor en la Universidad de Northwestern.
Su trabajo se ha desenvuelto en varios campos de la matemática y geometría. También ha escrito sobre la teoría Yang-Mills, la información cuántica, y la simetría especular.
Manin ha tenido más de 40 estudiantes de doctorado, incluyendo Alexander Beilinson, Vladimir Drinfeld, Vyacheslav Shokurov y Victor Kolyvagin. Fue galardonado con el Premio Schock en 1999 y la Medalla Cantor en 2002. En 1994, fue galardonado con el Premio Nemmers en Matemáticas.

## Obra
- Selected works with commentary, World Scientific 1996
- Mathematics as metaphor - selected essays, American Mathematical Society 2009
- Rational points of algebraic curves over function fields. AMS translations 1966 (Mordell conjecture for function fields)
- Algebraic topology of algebraic varieties. Russian Mathematical Surveys 1965
- Modular forms and Number Theory. International Congress of Mathematicians, Helsinki 1978
- Frobenius manifolds, quantum cohomology, and moduli spaces, American Mathematical Society 1999[3]
- Quantum groups and non commutative geometry, Montreal, Centre de Recherches Mathématiques, 1988
- Topics in non-commutative geometry, Princeton University Press 1991[4]
- Gauge field theory and complex geometry. Springer 1988 (Grundlehren der mathematischen Wissenschaften)[5]
- Cubic forms - algebra, geometry, arithmetics, North Holland 1986
- A course in mathematical logic, Springer 1977[6]
- The provable and the unprovable (en ruso), Moscú 1979
- The decidable and the undecidable (en ruso), Moscú 1980
- Mathematics and physics, Birkhäuser 1981
- New dimensions in geometry. in Arbeitstagung Bonn 1984, Lectures Notes in Mathematics Vol. 1111, Springer Verlag
- ------, Alexei Ivanovich Kostrikin. Linear algebra and geometry, Gordon and Breach 1989
- ------, Sergei Gelfand. Homological algebra, Springer 1994 (Encyclopedia of mathematical sciences).
- ------, Sergei Gelfand. Methods of Homological algebra, Springer 1996
- ------, Igor Kobzarev. Elementary Particles: mathematics, physics and philosophy, Dordrecht, Kluwer, 1989 (texto introductorio)
- ------, Alexei A. Panchishkin. Introduction to Number theory, Springer Verlag 1995, 2ª ed. 2005
- Manin Moduli, Motives, Mirrors, 3. European Congress Math. Barcelona 2000, Plenary talk
- Manin Classical computing, quantum computing and Shor´s factoring algorithm, Bourbaki Seminar 1999
- Manin Von Zahlen und Figuren 2002
- Manin, Mathilde Marcolli Holography principle and arithmetic of algebraic curves, 2002
- Manin 3-dimensional hyperbolic geometry as infinite-adic Arakelov geometry, Inventiones Mathematicae 1991 (enlace roto disponible en Internet Archive; véase el historial, la primera versión y la última).